# Américo Lopes
Américo Ferreira Lopes (født 6. marts 1933 i Santa Maria de Lamas, Portugal, død 22. september 2023) var en portugisisk fodboldspiller (målmand).
Lopes karriere strakte sig fra 1952 til 1969, og bortset fra nogle sæsoner på leje hos lokalrivalerne fra Boavista, blev den tilbragt hos FC Porto. Her var han med til at vinde det portugisiske mesterskab i 1959 og landets pokalturnering i 1968.
Lopes spillede, mellem 1964 og 1968, 15 kampe for Portugals landshold. Han var en del af det portugisiske hold, der vandt bronze ved VM i 1966 i England, men kom dog ikke på banen i turneringen.